# كيه بي إس-75 (موقع أثري)
KPS-75 هو موقع أثري يقع بالقرب من مدينة الكرك في الأردن. يُعتقد إنه مأوى صخري يقع على الحافة الشمالية لحوض وادي الحسا، وقد سكنه البشر ثلاث مرات على الأقل خلال العصر الحجري القديم المبكر ( ق. 25000-19000 قبل الميلاد ). ترتبط الأدوات الحجرية التي تم العثور عليها في الموقع بثقافة Qalkhan وثقافة النبكيان وثقافة القلخان. خلال الوقت الذي كان فيه الموقع مأهول، كانت توجد بحيرة موسمية صغيرة قريبة، وكان سكانها غالبا يصطادون الغزلان، إلى جانب أعداد أقل من الخيول، والأوروخ، والماعز البري، والسلاحف، والأرانب، والطيور.